# Chapungu United FC
Chapungu United Football Club w skrócie Chapungu United FC – zimbabwejski klub piłkarski grający w drugiej, a niegdyś w zimbabwejskiej pierwszej lidze, mający siedzibę w mieście Gweru.

## Sukcesy
- Puchar Zimbabwe[1]:
  - zwycięstwo (1): 1995.
  - finał (1): 2006.

- Zimbabwean Independence Trophy[1]:
  - zwycięstwo (1): 1994.
  - finał (3): 1987, 1988, 1995.

## Występy w afrykańskich pucharach
| Sezon | Rozgrywki                 | Runda | Kraj     | Klub     | Dom | Wyjazd | Dwumecz |
| ----- | ------------------------- | ----- | -------- | -------- | --- | ------ | ------- |
| 1996  | Puchar Zdobywców Pucharów | 1     | Tanzania | Simba SC | 0–1 | –      | 0–1     |

## Stadion
Domowe mecze klub rozgrywa na stadionie o nazwie Ascot Stadium w Gweru. Stadion może pomieścić 5000 widzów

## Reprezentanci kraju grający w klubie od 2000 roku
Stan na lipiec 2023.
| - Maxwell Dube - Livingstone Genti - James Jam - Tapiwa Kumbuyani - Cuthbert Malajila - Tongai Mangwendere - Raphael Manuvire - Phillip Marufu - Denver Mukamba | - Jameson Mukombwe - Abel Muteji - Brian Muzondiwa - Themba Ndlovu - Asani Nhongo - Ian Nyoni - Herbert Rusawo - Talbert Shumba - Edmore Sibanda |